# Borja Jiménez
Borja Jiménez Sáez (Avila, 21 gennaio 1985) è un allenatore di calcio spagnolo.

## Palmarès

### Allenatore

#### Competizioni nazionali
- Segunda División: 1

Leganés: 2023-2024